# Пуччи, Франческо
Франческо Пуччи (итал. Francesco Pucci; 11 февраля 1543, Фильине-Вальдарно, Тоскана — 5 июля 1597, Рим) — итальянский богослов, философ и гуманист.

## Биография
Родился в семье флорентийского торговца в 1543 году. Большую часть своей взрослой жизни провел, путешествуя по Европе, развивая и поддерживая идиосинкразические богословские верования.
Был преподавателем изящных искусств в Оксфорде, но, напечатав трактат «De fide in Deum, quae et qualis sit», направленный против кальвинизма, должен был оставить Англию. Вернувшись, он был заключён в тюрьму, а, выпущенный на свободу, объехал Нидерланды и Польшу. Вновь обратясь в католицизм, получил священнический сан и стал секретарём кардинала Помпеи.
В Голландии работал над своим последним трудом — трактатом De Christi servoris efficacitate in omnibus et sinulis hominibus («Спасительное действие Христа во всех и в каждом человеке, 1592 года»), посвященном новоизбранному Папе Клименту VIII. Здесь он обобщил и развил все свои теории о вселенской Церкви: по его мнению, каждый человек имел право исповедовать Церковь Христову, а Бог, благодаря своей всеобщей любви ко всему человечеству, должен был помочь разрушить преграды, которые разделили церкви. Как только работа была опубликована, он хотел поехать в Рим, чтобы представить ее самому Папе, но был схвачен инквизицией в Зальцбурге в мае 1594 года и отправлен в тюрьму в Риме, где встретил Джордано Бруно и Томмазо Кампанеллу . 
Приговорен к смертной казни за ересь и обезглавлен 5 июля 1597 года в Риме.

## Религиозная деятельность
В своих сочинениях проводит мысль, что все честные люди, не исключая язычников, будут спасены.